# Гинц, Петр
Петр Гинц (чеш. Petr Ginz, 1 февраля 1928, Прага, Чехословакия — 28 сентября 1944, Освенцим, Генерал-губернаторство, Польша) — еврейский мальчик из Чехии, главный редактор журнала Vedem. В возрасте 16 лет Гинц был отправлен в концлагерь Освенцим и был убит в газовой камере.

## Биография
Петр Гинц родился 1 февраля 1928 года в Праге, Чехословакия. Его отцом был менеджер экспортного отдела текстильной компании Отто Гинц (1896—1975), матерью — Мария Гинц, урождённая Доланска (1898—1990). В 1930 году у Петра родилась сестра Ева, впоследствии сменившая имя на Хава Прессбургер. Родители Гинца увлекались изучением эсперанто, и он тоже с раннего детства владел этим языком.

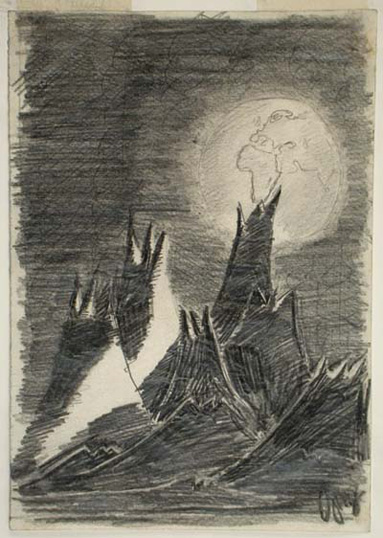
Вид на Землю с Луны. Рисунок Гинца

Гинц рано занялся писательской деятельностью. К 14 годам он создал пять произведений в жанре романа, из которых до наших дней дошла только книга «Доисторический пришелец», написанная в стиле Жюля Верна. Оригиналы рукописей были иллюстрированы собственными рисунками Гинца. Согласно словам его сестры, мальчик начал вести дневник в тринадцатилетнем возрасте.
Гинц был заключён в концентрационный лагерь Терезиенштадт в 14 лет. Там он пытался продолжить своё обучение, посещая лагерную библиотеку. Также он стал главным редактором периодического журнала Vedem. Vedem издавался каждую пятницу в течение 2 лет.
В 1944 году Гинц был отправлен в концлагерь Освенцим и был убит 28 сентября в газовой камере. Большинство своих рукописей и картин перед транспортировкой мальчик отдал сестре, благодаря чему они сохранились. В 2007 году дневник Гинца был опубликован на английском языке. Широкую известность также получил рисунок Гинца «Лунный пейзаж», на котором был изображён вид планеты Земля с Луны.
На 2003 год был назначен полет шаттла «Колумбия» с первым израильским астронавтом Иланом Рамоном. Перед полетом Илан обратился в музей Яд Вашем с просьбой подобрать какой-либо предмет периода Холокоста, который он как сын выживших в Освенциме смог бы взять с собой на корабль. Музей выбрал именно этот рисунок «Лунный пейзаж» и сделал копию для астронавта. Но 1 февраля 2003 года (Гинцу в этот день исполнилось бы 75 лет) шаттл «Колумбия» сгорел, не долетев до земли.

## Память
- Именем Гинца назван астероид 50413 Petrginz[8].